# Chambre de commerce et d'industrie du Gers

Logo de la CCI du Gers

La chambre de commerce et d'industrie du Gers est la CCI du département du Gers. Son siège est à Auch sur la place Jean David.
Elle fait partie de la chambre de commerce et d'industrie de région Occitanie.

## Missions
À ce titre, elle est un organisme chargé de représenter les intérêts des entreprises commerciales, industrielles et de service du département du Gers et de leur apporter certains services. C'est un établissement public qui gère en outre des équipements au profit de ces entreprises.
Comme toutes les CCI, elle est placée sous la double tutelle du Ministère de l'Industrie et du Ministère des PME, du Commerce et de l'Artisanat.

### Service aux entreprises
- Centre de formalités des entreprises
- Assistance technique au commerce
- Assistance technique à l'industrie
- Assistance technique aux entreprises de service
- Point A (apprentissage)
- Assistance aux entrepreneurs indépendants et aux télésalariés : Programme Soho Solo[1]
- Solution de financement via le crowdfunding sur la plateforme "Graine de Gers"[2] (en partenariat avec Bulb in Town)[3]

### Centres de formation
- CRITT IPIA à Auch.

## Historique

### Historique du logo

Ancien logo
Logo depuis 2014

## Pour approfondir